# Waddenknoopvlekje
Het waddenknoopvlekje (Eucosma rubescana) is een vlinder uit de familie bladrollers (Tortricidae). De wetenschappelijke naam is voor het eerst geldig gepubliceerd in 1895 door Constant.
De soort komt voor in Europa.